# François Diday
François Diday, född den 12 februari 1802 i Genève, död där den 28 november 1877, var en schweizisk målare. 
Diday, som studerade i Paris och Rom, har blivit kallad "Alpernas konstnärlige upptäckare". Han målade landskap från sin hembygds fjäll och sjöar med storslagen uppfattning och stark koloristisk hållning (Wetterhorn 1856, i Nya pinakoteket i München). Hans lärjunge och närmaste efterföljare var Calame, som i sin ordning starkt påverkade Edvard Bergh under dennes tidigare skede. 